# Sportfreunde Lotte
Verein für Laufspiele Sportfreunde Lotte e. V. von 1929 é um agremiação esportiva alemã, fundada em 1929, e sediada em Lotte, na Renânia do Norte-Vestfália. O time de futebol faz parte de um clube esportivo que conta com cerca de 1.400 membros e contém departamentos de handebol, ginástica, natação e outros esportes.

## História
A associação foi fundada como clube de ginástica Turnverein Lotte em 1929. Após a Segunda Guerra Mundial o clube foi refundado com o nome de VfL Sportfreunde Lotte a 9 de fevereiro de 1946.
O Lotte venceu a Bezirksliga Westfalen, em 1989. Em 1996, foi o vencedor da Landesliga Westfalen, sendo assim promovido à Verbandsliga Westfalen (V), que também ganhou em 2004, conseguindo o acesso à Oberliga (IV). O clube permaneceu nessa divisão até 2008, quando finalmente conquistou o acesso à Regionalliga West.

## Estádio
O Sportfreunde Lotte joga as suas partidas na Arena SolarTechnics (ex-Kreuz Lotter), que contem 7.474 lugares.

## Títulos
- Fußball-Regionalliga West (Quarta Divisão): 2012-13 e 2015-16;
- Bezirksliga Westfalen campeão: 1989;
- Landesliga Westfalen campeão: 1996;
- Verbandsliga Westfalen campeão: 2004;
- Promoção em Regionalliga West: 2008;

## Cronologia recente
- 1988/89: 1ª Bezirksliga Westfalen grupo 10
- 1989/90: 10ª Landesliga Westfalen grupo 4
- 1990/91: 4ª Landesliga Westfalen grupo 4
- 1991/92: 2ª Landesliga Westfalen grupo 4
- 1992/93: 2ª Landesliga Westfalen grupo 4
- 1993/94: 4ª Landesliga Westfalen grupo 4
- 1994/95: 2ª Landesliga Westfalen grupo 4
- 1995/96: 1ª Landesliga Westfalen grupo 4
- 1996/97: 6ª Verbandsliga Westfalen grupo 1
- 1997/98: 3ª Verbandsliga Westfalen grupo 1
- 1998/99: 5ª Verbandsliga Westfalen grupo 1
- 1999/00: 4ª Verbandsliga Westfalen grupo 1
- 2000/01: 8ª Verbandsliga Westfalen grupo 1
- 2001/02: 5ª Verbandsliga Westfalen grupo 1
- 2002/03: 5ª Verbandsliga Westfalen grupo 1
- 2003/04: 1ª Verbandsliga Westfalen grupo 1
- 2004/05: 8ª Oberliga Westfalen
- 2005/06: 5ª Oberliga Westfalen
- 2006/07: 8ª Oberliga Westfalen
- 2007/08: 4ª Oberliga Westfalen
- 2008/09: 10ª Regionalliga West
- 2009/10: 2ª Regionalliga West
- 2010/11: 3ª Regionalliga West
- 2011/12: 2ª Regionalliga West